# Shūsaku Endō
(Shūsaku Endō, Silenzio)
Shūsaku Endō (遠藤 周作?, Endō Shūsaku; Tokyo, 27 marzo 1923 – Tokyo, 29 settembre 1996) è stato uno scrittore giapponese.

## Biografia
Nato nell'anno del disastroso terremoto di Tokyo, si convertì al cattolicesimo all'età di 11 anni. Data la giovane età la sua fu, più che una scelta, il desiderio di compiacere la madre che, reduce da un doloroso divorzio, trovava sollievo nell'assidua pratica religiosa. Lasciati presto gli studi di medicina, intraprese quelli di letteratura francese e fu uno dei pochi studenti giapponesi ad essere inviato, a spese dello stato, in Francia per approfondire gli studi. I tre anni passati all'estero non furono facili e, al ritorno in Giappone, contrasse la tubercolosi, il che aggravò notevolmente il suo stato emotivo. Dopo un lungo ricovero, si recò in Terrasanta per ripercorrere i luoghi dove si era svolta la vita di Cristo. In seguito iniziò la carriera di scrittore e le sue opere cominciarono ad avere un grande successo. Se si considera che esse erano profondamente influenzate dal suo credo religioso e che esso in Giappone era praticato da un numero trascurabile di persone, c'è da stupirsi che possa aver avuto in patria una tale notorietà. Endō è stato definito il Graham Greene giapponese per numerose affinità stilistiche ed anche biografiche (Greene si era convertito al Cristianesimo a 23 anni).
Il suo capolavoro è probabilmente Silenzio (Chinmoku, 1966), sul tormentato rapporto tra cristianesimo e cultura nipponica, nei tentativi missionari clandestini in Giappone dopo la persecuzione anticristiana di Hideyoshi alla fine del Cinquecento. Da segnalare anche la sua Vita di Gesù (1973): è la prima opera del genere scritta da un giapponese, e non intende tramandare un'esperienza conclusa di Gesù né proporre una ricostruzione storica, ma invita a riscoprire il suo volto (un volto ordinario, umile) che è sempre nuovo.

## Opere
- Kazan, 1960 (Vulcano, trad. di Flora Dreher, Rusconi, Milano, 1985)
- Chinmoku, 1966 (Silenzio, trad. di E. Codronchi Torelli, Roma, Coines, 1973; trad. di Lydia Lax, Rusconi, Milano, 1982; Corbaccio, Milano, 2013)
- Iesu no shōgai, 1973 (Vita di Gesù, trad. di Luigi Muratori, Fumiko Moriguchi, Queriniana,  Brescia 1977; nuova ed., 2025, con Postfazione di Antonio Spadaro)
- Samurai, 1980 (Il samurai, trad. di Anna Solinas, Milano, Rusconi,  1983; poi Luni, Firenze, 2006)
- Sukandaru, 1986 (Scandalo, trad. di  Hilia Brinis, Milano, Rusconi,  1989)
- Una donna chiamata Shizu, a cura di Piera Rupani, Piemme, Casale Monferrato, 1995 (antologia di racconti)